# Hörsne med Bara landskommun
Hörsne med Bara landskommun  var en tidigare kommun i Gotlands län.

## Administrativ historik
Landskommunen bildades 1884 genom sammanslagning av Bara landskommun och Hörsne landskommun. 
Vid kommunreformen 1952 uppgick denna  landskommun i Dalhems landskommun som senare 1971 uppgick i Gotlands kommun.

## Politik

### Mandatfördelning i Hörsne med Bara landskommun 1942-1946
| 4 | 6 | 5 |

| 15 |

| 3 | 12 |

| 15 |